# Méregmirigy

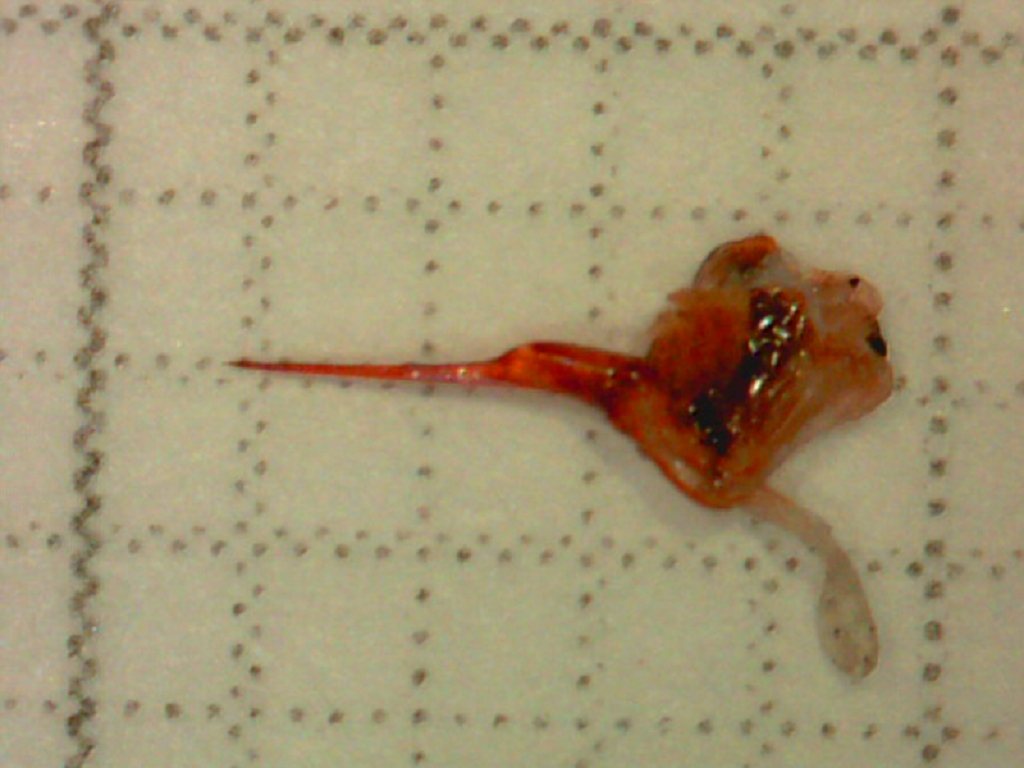
Egy dolgozó házi méh fullánkja annak méregzsákjával

A méregmirigy vagy méregzsák egy mérgező vegyületet termelő mirigy, mely az állatok legtöbb fajainál gyakran kifejlődik. Ezek a mirigyek méreganyagukkal együtt elsősorban a ragadozók elleni védekezési mechanizmus egyik formájaként jöttek létre, második szempontból a táplálékszerzés céljából alakultak ki, hogy ezek segítségével ejtsék el a kiszemelt zsákmányukat. A méregmirigyek mérgének legtöbbje nem nagyon veszélyes, viszont előfordulnak allergiás reakciót keltő méregfajták, illetve akár halált vagy maradandó károsodást okozó toxinok is. 
Már régóta feltételezték a szakemberek, hogy a mérgeket használó állatok az evolúciójuk során olyan csatorna-fehérjéket alakítottak ki, amelyekhez nem képes kapcsolódni a toxin, így magukat nem tudják megmérgezni.

## Emlősök

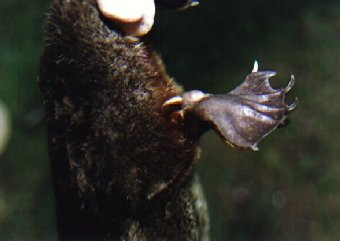
A kacsacsőrű emlősök méregmirigye a hímek lábánál látható sarkantyúhoz csatlakozik

Az emlősök igen kevés faja rendelkezik méregmirigyekkel, ezek közül az egyik ilyen állat a kacsacsőrű emlős. A hím kacsacsőrű emlősök lábának közelében elhelyezkedő sarkantyúhoz egy méregmirigy csatlakozik, melynek mérge nem túl veszélyes, de helyette rendkívüli fájdalmat okoz. Ez a méregmirigy egy teáskanálnyi toxint is tartalmazhat, viszont ezt csak a téli párzási időszak során használják, hiszen ilyenkor ádáz harc megy a hímek között a nőstényekért. A kacsacsőrű emlős és az egyazon alosztályba tartozó társainak, a hangyászsünfélék fajainak mérgében GLP-1 (glukagonszerű peptid-1) hormon található, mely az emberekben és más állatokban is egyaránt megtalálható. Ez normális esetben nagyon gyorsan lebomlik, de a tojásrakó emlősök esetében ez csak nagyon lassan történik meg, ezért lesz ezeknél az állatoknál ez a különleges hormonváltozat olyan erős hatású. A professzorok a GLP-1 hormonnal kísérleteznek, annak reményében, hogy a hormonhoz hasonló szert készítsenek a cukorbetegségben szenvedőknek.

## Hüllők

### Kígyók

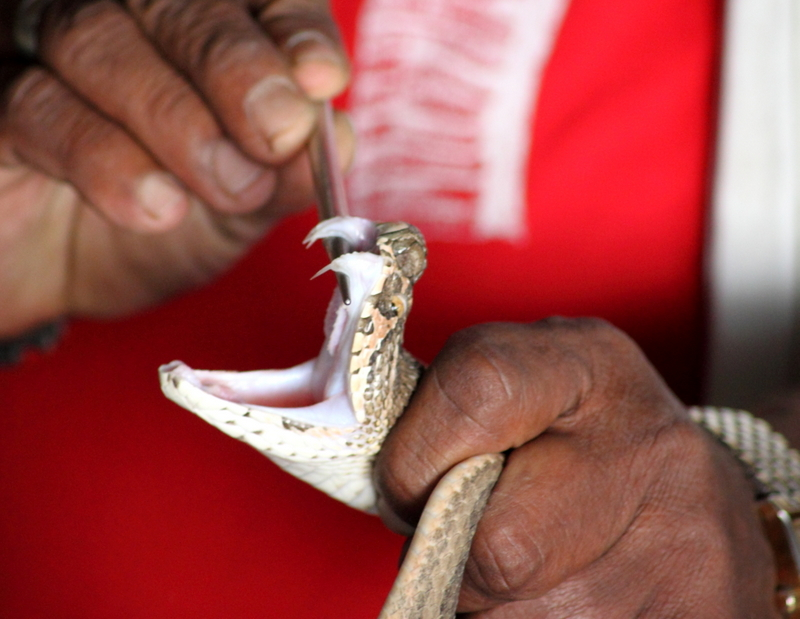
Egy kígyófaj méregfogai

A kígyók méregmirigye külső elválasztású mirigy, melynek kivezető csöve vagy a méregfog barázdájának, vagy a méregfog csatornájának tövébe nyílik. A mérges kígyók felső állkapcsában egy vagy több pár megnagyobbodott fog van, ezeken keresztül jut az áldozatba a méregmirigyben termelődött méreg a harapás során.Néhány enzim, mint pl. a foszfolipáz mindegyik méregtípusban megtalálható. Ebből láthatjuk, hogy a mérgek rendkívül komplex felépítésűek. Ráadásul az összetételük nem csak a fajtól függ, hanem ugyanannál a fajtánál szezonálisan is változik. Ebből következik, hogy a kígyómérgeknek rengeteg típusa létezik, megszámlálhatatlan toxint tartalmazhatnak.

### Gyíkok
A gila és a mexikói viperagyík harapása mérgező, ami a szájukban elhelyezkedő mérget termelő méregmirigyek miatt van. A komodói varánusz összetett méregmirigyet hord az állkapcsában, amelynek mérge hasonlít a gila, illetve sok kígyó mérgéhez. A méreg jelentős vérnyomásesést okoz azzal, hogy megakadályozza a véralvadást és kitágítja az ereket. Az áldozat emiatt kerül sokkos állapotba, és ezért tud vele azután könnyen végezni a ragadozó állat.

## Békák

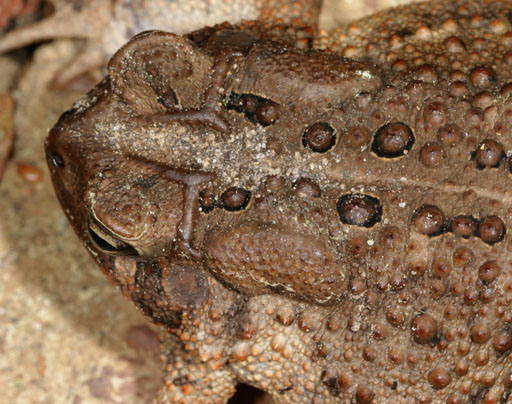
A Bufo fajok ragyás és rücskös felszínű bőrén sok bufotoxint tartalmazó bőrmirigy található

### Bufofajok
A Bufo békanem fajainak rücskös felszínű bőrében található bőrmirigyek enyhe mérget, úgynevezett bufotoxint állítanak elő. A legtöbb ilyen mérget a békák fültáján elhelyezkedő fültőmiriggyel egybeolvadt méregmirigy termeli. Ez a méreg emberre külső érintkezés következtében teljesen veszélytelen, viszont elfogyasztása emésztőszervi, illetve szív- és érrendszeri panaszokat okozhat. Ha a méreg szembe vagy a nyálkahártyákra kerül, ott csípő, égető érzést válthat ki, de bő vízzel könnyen kiöblíthető. A bufotoxin a kutyáknál és a macskáknál sokkal inkább veszélyesebb mint az embereknél, ha a szájüregbe vagy más további szervekhez jut akár sürgős állatorvosi beavatkozás is szükségelhetik. Ha az állatok szervezetbe jut, kezdetben bőséges nyálzás, majd öklendezés vagy hányás jelentkezhet. Súlyos esetben szívritmuszavart, ha a szembe kerül, átmeneti vakságot és görcsöket is előidézhet.

### Nyílméregbéka-félék
A nyílméregbékák méregmirigye erős toxint termel a ragadozóik elleni védekezés miatt, ők maguk azonban ellenállnak e méreganyagnak. A toxint úgy nyerik ki, hogy a békát forró láng fölé tartják, mire az állat bőrén át cseppekben szivárogni kezd a méreg. Az ilyen, rendkívül erős méreg, mint a legtöbb fajuk által kiválasztott batrakotoxin (BTX) is, nemcsak a békákban, hanem egyes madárfajokban is előfordul. A batrakotoxin úgy öl, hogy az áldozat idegsejt-membránjaiba ágyazott, az idegi aktivitást szabályozó nátriumion-csatornák működését gátolja meg azzal, hogy ennek fehérjéihez kapcsolódik. Alapesetben e csatornák zárva vannak, s csak szükség esetén nyílnak meg és teszik lehetővé a nátrium áramlását. A BTX folyamatosan nyitva tartja ezeket a csatornákat, egy másik, hasonlóan ható idegméreg, a szaxitoxin (STX) esetében pedig a méreganyag folyamatosan zárva tartja a csatornákat. Az ilyen mérgek például a szívműködés szabályozását állíthatják le, vagy épp bénulást okozhatnak. A toxint úgy nyerik ki, hogy a békát forró láng fölé tartják, mire az állat bőrén át cseppekben szivárogni kezd a méreg.

## Ízeltlábúak

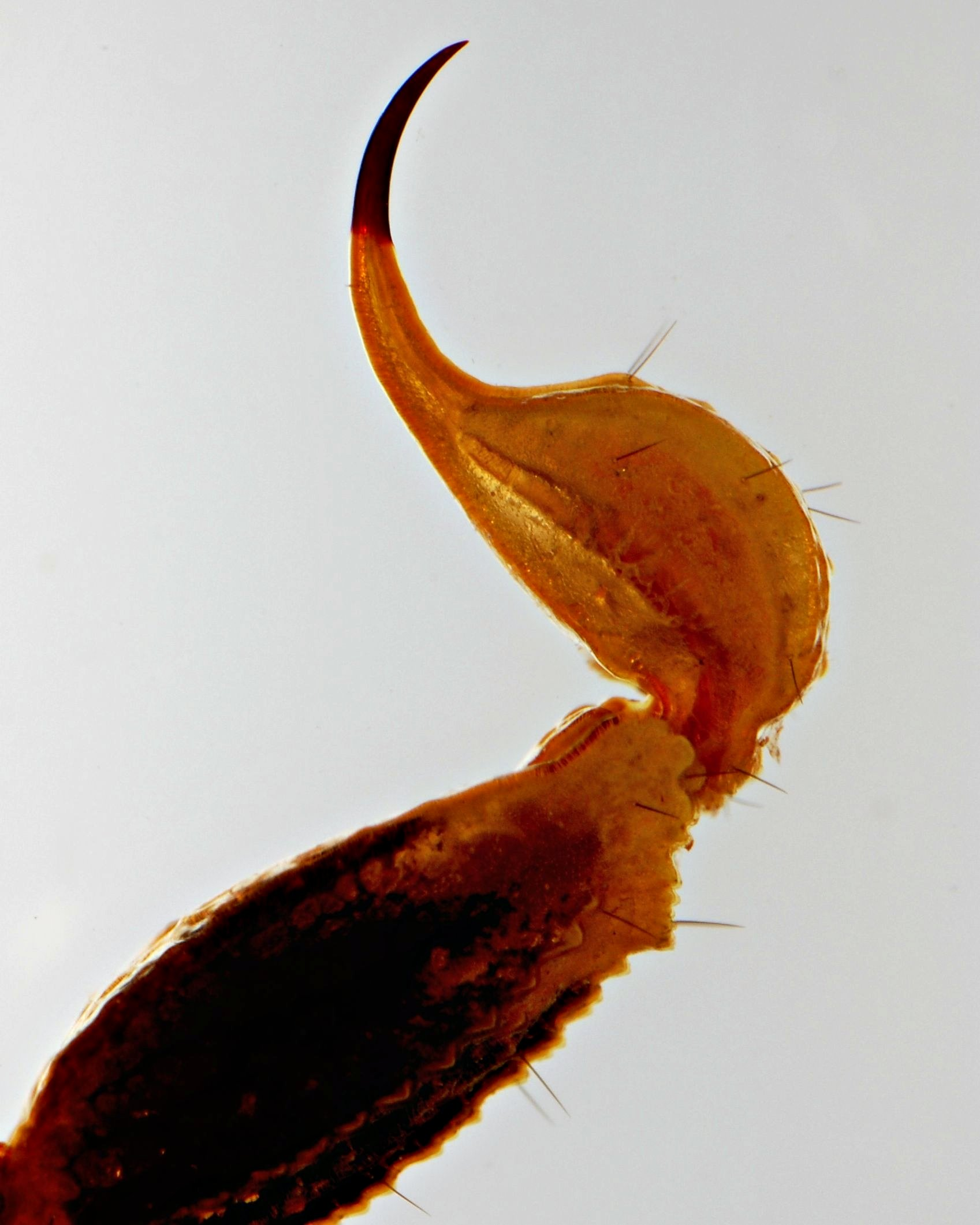
A skorpiók méregmirigyei a farokszerű potrohvégen található méregtövisben vannak

### Skorpiók
A skorpióknak összesen két méregmirigyük van, amik a hólyagszerűen duzzadt potrohvégen ülnek. Mindkét mirigyet erős izomburok veszi körül, nyílásuk pedig a méregtövis hegyének két oldalán van. Helyzetük tehát olyan, hogy a méregmirigyek nyílása a tövis használata esetén sem tömődik el. A skorpiók ezekkel a méregmirigyekkel úgynevezett Lqh-3 toxint állítanak elő. A skorpiók mérgüket kifejezetten csak zsákmányszerzéskor használják, de legtöbbször elég csak tapogatólábaik ollóit igénybe venniük vadászatkor. Viszont ha a skorpió a méregtövise segítségével akar táplálékot szerezni, a méregmirigyek izmai nagy nyomással fecskendezik a váladékot az áldozat testébe, hogy az lebénuljon és védekezésre képtelen állapotba kerüljön. A skorpiók bizonyára azért használják csak ritkán a méregmirigyeiket, mert csak kevés mérgük termelődik egyszerre. Ha a skorpió már elhasználta méregkészletét, akkor 2-4 héten keresztül nem képes súlyos tüneteket okozni egy döféssel, mert ennyi időre van szükség, amíg egy bénító hatású szúráshoz újból elegendő toxin halmozódik fel a méregmirigyeiben.

### Méhek
A méhek a potrohukban található fullánkukhoz csatlakozó méregmirigyük apitoxint termel. A méhméreg olyan peptideket tartalmaz, amelyek kifejezetten arra lettek kitalálva, hogy az áldozatnak fájdalmat, gyulladást okozzanak, emellett véralvadásgátló és pulzusemelő hatásuk is van. A méhek fullánkja csípés esetén gyakran a méregzsákkal együtt az áldozatban marad, az állat pedig elpusztul, de a méreganyag persze így is bejut a szervezetbe. A méhméreg enyhén savas, kémiai értelemben egyfajta rokonságot mutat a kígyóméreggel. Sok ember allergiás a méhcsípésre, ami bármilyen életkorban kialakulhat.

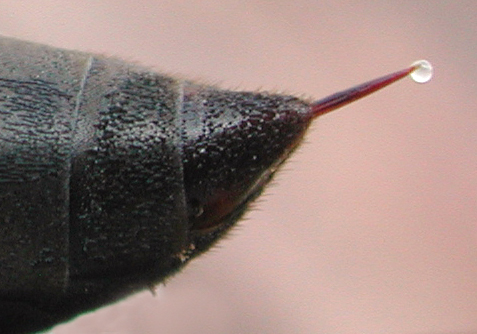
Egy darázs fullánkja egy csepp méregmirigyben termelt méreggel

### Darazsak
A darazsak méregmirigyében termelt méreganyagának nagy részét a lúgos kémhatású acetilkolin alkotja, ami ingerületátvivő anyagként működik az idegrendszerben, és nem mellesleg stimulálja a fájdalomreceptorokat, ezért égő, viszkető érzést vált ki ha egy darázs ezt a toxint fullánkja segítségével bejuttatja az emberek szervezetébe. A főszerepet mégis azok a fehérjék játsszák, amelyek a szervezetet azonnal kortizoltermelésre ingerlik, emellett elpusztítják a sejtmembránokat, gátolják a véralvadást és szaporábbá teszik a pulzust. A duzzanat azért alakul ki, mert a méreggel hisztamin jut a szervezetbe, ami mozgósítja az immunrendszert, az pedig gyulladással küzd az idegen anyag ellen. A legtöbb ember úgy mint a méhek esetében, allergiás a redősszárnyú darazsak csípésére.